# Jardín botánico de Portoviejo
El Jardín Botánico de Portoviejo es una zona preservada, jardín botánico, arboreto, Orquideario, palmetum y área de rescate. El Área de Reserva tiene 37 hectáreas; área Jardín botánico 10 hectáreas, área Centro de Rescate 3 hectáreas, lo que hace un total de 50 ha de extensión, propiedad de la Universidad técnica de Manabí, que se encuentra en el trópico occidental del Ecuador, en la ciudad de Portoviejo.

## Localización
Se encuentra en Portoviejo, Ecuador, está localizado en la parte Norte en la ciudad de Portoviejo, provincia de Manabí.
Jardín Botánico de Portoviejo  Av. Urbina y Che Guevara Portoviejo Ecuador
Planos y vistas satelitales.00°15′15″S 079°10′19″O / -0.25417, -79.17194
El clima de la ciudad corresponde a la Región Costa situada en una zona climática lluviosa y tropical, teniendo una temperatura promedio de 22.9 °C y un volumen de precipitaciones de 3000 a 4000mm anuales. 
Horario de visitas de lunes a domingo de 9.00 a 16.30.

## Historia
El Jardín Botánico de la Universidad Técnica de Manabí, es un centro de colección de plantas vivas que se las cultiva con fines de investigación, conservación, educación, recreación; sean éstas ornamentales, medicinales, forestales o frutales. 
Es a partir de 1993, que se inicia con idea de proyectar la creación de un Jardín Botánico investigativo, que permita la conservación de los recursos naturales (vegetales) que se encuentranen proceso de extinción y se transforme en un banco germoplásmatico de las especies amenazadas, al mismo tiempo ser un lugar turístico y recreativo, facilitando la enseñanza, aprendizaje de los estudiantes y público en general. 
Esta acción tuvo lugar basado en la propuesta de proyecto presentada por el Ing. Jorge Vizcarra Torres al Dr. Guido Álava Párrala Rector de la Universidad Técnica de Manabí y llevada a la práctica en la creación del Jardín Botánico por el Ing. Johnny Muentes Mora. 

## Colecciones
Muestra botánica de las especies que se encuentran en el trópico occidental del Ecuador, con colecciones de:
- Palmas, colección especializada en miembros de la familia Arecaceae,
- Sendero de selva, en el que se encuentran árboles de paja toquilla (Carludovica palmata), pambil (Iriartea deltoidea), caña guadúa denominado "acero vegetal" (Guadua trinii)[1][2] y balsa (Ochroma pyramidale), flores zingiberales (maracas), todas ellas plantas típicas del trópico.
- Jardín del desierto, con cactus y suculentas, plantas muy atractivas por la forma y capacidad de almacenar agua,
- Árboles frutales, es una muestra de especies nativas e introducidas de árboles frutales
- Plantas medicinales, de la farmacopea de los indios de la Amazonía,
- Latifoliadas nativas,
- Latifoliadas introducidas,
- Bosque húmedo,
- Orquideario
- Área de bonsái,
- Área de campamento,
- Centro de rescate de animales silvestre, en el centro de rescate hay monos, guacamayos, guantas, guatusos, loros y otros animales que han sido rescatados o donados por sus dueños al no poder continuar manteniéndolos. En la actualidad hay 34 especies, todos en algún momento serán liberados en su hábitat, porque el sitio no es un zoológico sino un lugar de paso que sirve para que los animales vuelvan a adaptarse a la naturaleza.[3]
- Área de reserva.
- Muestras botánicas,
- Xiloteca,
- Banco de Semillas.